# Valorant
Valorant е компютърна игра, разработена от Riot Games. Първото представяне на проекта е през 2019 г. под кодовото име Project A. На 7 април 2020 г. разработката влиза в пробен бета-период с ограничен достъп, а на 2 юни 2020 г. играта е официално издадена. Програмистите започват работа по Valorant още през 2014 г., вдъхновени от серията екшън игри Counter-Strike, като от нея заимстват някои елементи.

## Особености
Valorant е отборна игра, сюжетът на която се развива в близкото бъдеще. Играчите играят като един от набор от агенти – герои, проектирани въз основа на няколко страни и култури по света. В основния режим на игра играчите се разпределят или към атакуващия, или към защитаващия отбор, като всеки отбор се състои петима играчи. Всеки агент има уникални способности, всяка от които се „презарежда“ по време на играта, както и уникална крайна способност, която се отключва при напредване, постигане на добър резултат и изпълнение на определени задачи. Играчите започват всеки рунд с „класически“ пистолет. Други оръжия и способности могат да бъдат закупени с помощта на икономическа система в играта, която награждава с пари играча въз основа на резултата от предишния рунд, всички убийства, за които е отговорен той, и всички изпълнени цели. В играта има богат асортимент от оръжия, включително картечници, пушки, автомати, снайпери и други. Има автоматични и полуавтоматични оръжия, всяко от които има уникален модел на стрелба, който трябва да се овладее от играча, за да може да стреля точно. В момента са налице 18 агента, от които може да се избира: Brimstone, Viper, Omen, Cypher, Sova, Sage, Phoenix, Jett, Raze, Breach, Reyna, Killjoy, Skye, Yoru, Astra, KAY/O, Chamber и Neon.

### Некласиран режим
В стандартния некласиран режим мачът се играе като най-добър от 25 – първият отбор, който спечели 13 рунда, печели мача. Атакуващият отбор разполага с устройство от типа на бомба, наречено spike. Играчите трябва да доставят и активират бомбата на едно от многото определени места. Ако атакуващият екип успешно защити активирания spike за 45 секунди, той се взривява, унищожавайки всичко в определена област, и получава точка. Ако отборът на защита обезвреди бомбата или времето изтече, без атакуващият отбор да активира бомбата, защитаващият отбор получава точка. Ако всички членове на отбора бъдат елиминирани, преди активирането на бомбата, или ако всички членове на защитаващия отбор бъдат елиминирани след активиране на бомбата, противниковият отбор печели точка. Ако и двата отбора спечелят 12 рунда, отборът победител от последния рунд печели мача. Освен това, ако след 4 рунда отбор иска да пропусне този мач, той може да поиска гласуване за капитулация. Ако гласуването е единодушно, печелившият отбор получава всички кредити за победа за всеки рунд, необходими, за да ги доведе до 13, като отборът, който губи, получава служебна загуба. Един отбор има само два шанса да се предаде: единият е като нападатели, а другият – като защитници.

### Spike Rush
В режим Spike Rush мачът е от най-много 7 рунда – първият отбор, който спечели 4 рунда, печели мача. Играчите започват с всички способности, напълно заредени, с изключение на техните крайни, които се зареждат два пъти по-бързо, отколкото в стандартните игри. Всички играчи от атакуващия отбор носят бомба, но само една може да бъде активирана на всеки рунд. Оръжията се подреждат на случаен принцип във всеки рунд и всеки играч започва със същия пистолет.

### Състезателна игра
Състезателните мачове са същите като некласираните с добавена система за класиране, базирана на печалби, която присвоява ранк на всеки играч след изиграни 5 игри. От играчите се изисква да спечелят поне 10 мача без рейтинг, преди да могат да играят състезателни мачове. През юли 2020 г. Riot въвежда условие „победа с две“ за състезателни мачове, при което, вместо да играят един рунд при 12-12, отборите ще редуват рундове за атака и защита след продължението, докато отборът не заяви победа, като си осигури преднина от два мача. Всеки рунд дава на играчите една и съща сума пари за закупуване на оръжия и способности, както и приблизително половината от крайната им сума за способности. След всяка група от два кръга, играчите могат да гласуват за приключване на играта наравно, като се изисква 6 играчи след първия сет, 3 след втория и след това само 1 играч да се съгласи на равенство. Системата за конкурентно класиране варира от Iron до Radiant. Всеки ранк с изключение на Radiant има 3 нива. Immortal & Radiant са запазени за най-добрите 500 играчи, които могат да се състезават помежду си за това как се класират с други на тяхното ниво.